# ケロリン桶

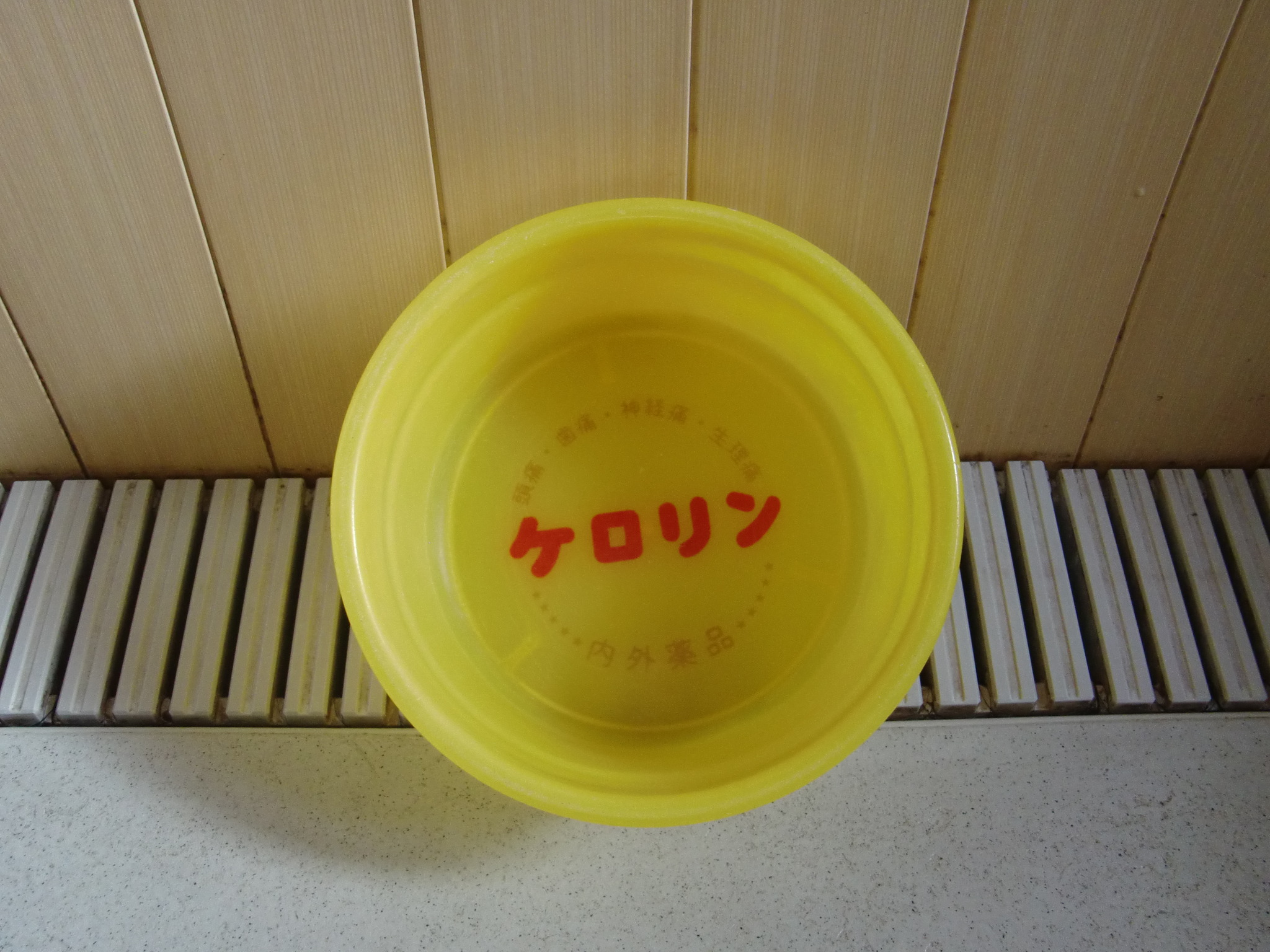
全国の銭湯や浴場で使われているケロリン桶、直径225 mmの関東仕様

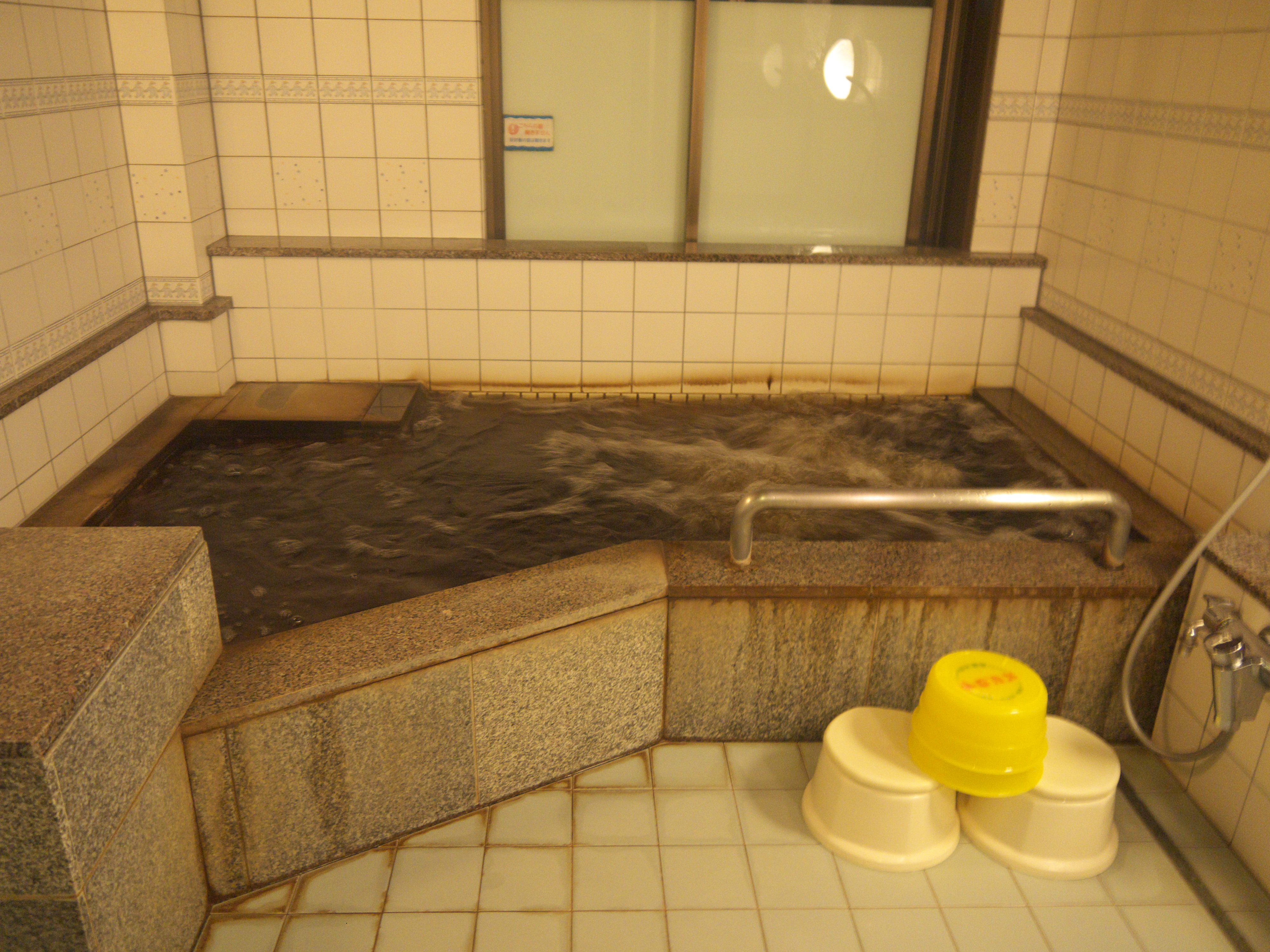
石川県金沢市の金城温泉の家族風呂、ケロリン桶が見える

ケロリン桶（ケロリンおけ）は、日本全国の銭湯や公衆浴場で使用されている黄色いプラスチック製の湯桶。1963年（昭和38年）に内外薬品（現：富山めぐみ製薬）の鎮痛薬ケロリンの広告媒体として製造が開始された。以降、公衆浴場（銭湯や温泉地、ゴルフ場、ユースホステル、民宿の浴場等）に置かれ、湯桶の定番として広く使われている。印刷がプラスチックの表面ではなく、内部に埋め込まれるキクプリントという技術を採用しているため文字が消えにくく、また頑丈であるため、別名「永久桶」とも呼ばれる。

## 歴史
1963年（昭和38年）、睦和商事の当時営業担当だった山浦和明社長が、北海道・登別温泉の風呂桶を見て、風呂桶に広告を付けるアイデアを考案し、ケロリンの拡販を狙っていた内外薬品と独占契約を結んで、製造を開始した。
1963年（昭和38年）当時の銭湯は木製の湯桶を使用していたが、ちょうど木桶が衛生問題により合成樹脂製の桶に切り替わりつつある時期であり、素材にプラスチックを採用して衛生的で頑丈なケロリン桶は好評を博した。最初にケロリン桶が置かれたのは、東京駅八重洲口にあった東京温泉だが、全国に積極的な営業を掛けたことも奏効し、その後、全国各地の銭湯に広まった。製造当初は白色の桶であったが、湯垢による汚れが目立ったため、後に黄色い桶に改められた。

### 販売元の変更
登場以来、約半世紀にわたって内外薬品から委託される形で睦和商事が桶を販売・配布展開してきた（生産は外部企業に委託）。しかし2013年（平成25年）1月末、睦和商事が需要の落ち込みにより事業を停止。同年3月14日に、再度の資金ショートを起こして経営破綻した。2012年（平成24年）末以降、ケロリン湯桶の販売・配布展開については内外薬品によって行われ、2018年（平成30年）4月からは内外薬品が出資する富山めぐみ製薬（富山市）が引き継いでいる（桶の「内外薬品」表示は以後製造分も継続）。
製造は関東プラスチック工業（群馬県高崎市）が請け負っている。2013年時点で、ケロリン湯桶は1週間に1,020個製造されている。2018年時点の累計出荷数は約280万個である。

## 湯桶のサイズ
ケロリン桶には関東用（A型）と関西用（B型）の2種類のサイズがある。
- 関東用（A型） - 重さ 360 g、直径 225 mm、高さ 115 mm
- 関西用（B型） - 重さ 260 g、直径 210 mm、高さ 100 mm

このように、関西用の方が少し小さい。これは、関西には湯舟（浴槽）から桶で湯を汲み、かけ湯をする習慣があり、関東用を使った場合、湯が入り過ぎて重くなってしまうためである。

## バリエーション

### アニメ・映画作品・テレビ番組・ゲーム作品等とのコラボ
2010年代以降、いくつかのアニメ作品やテレビ番組等とコラボレーションしたケロリン桶が発売された。
- 2012年（平成24年）・2014年（平成26年） - 映画『テルマエ・ロマエ』には、作品内で実物が登場する他、主人公のルシウス（演：阿部寛）がケロリン桶を手に持っている様子を描いたポスターが制作されている。またこの映画のBlu-ray豪華盤では現代のケロリン桶と、劇中に出てくる「ローマ時代のケロリン桶に似せた桶」のデザインがBlu-rayにプリントされている。
- 2013年（平成25年） - アニメ『ケロロ軍曹』の主人公・ケロロが描かれた「ケロロ&ケロリン桶」が発売。通常品同様「関東版」「関西版」の2種が用意されている。吉崎観音が原作の漫画を描いた。
- 2015年（平成27年） - アニメ『銀河英雄伝説』に登場する国家である自由惑星同盟のロゴとモットーが印刷されたコラボ桶がニッセンより販売された[8]。
- 2016年（平成28年）
  - フジテレビ系バラエティ番組『めちゃ2イケてるッ!』がプロデュースした「めちゃイケ温泉 小涌園のわき園」（箱根小涌園ユネッサン内）のグッズとしてコラボ桶が販売された[9]。
  - テレビ東京系ドラマ『石川五右衛門』とのコラボ桶を制作[10]。通常のケロリンの赤文字を「石川五右衛門 ゴエモン 爽快・痛快・愉快」とする等のアレンジを加えている[11]。
- 2017年（平成29年） - アニメ『けものフレンズ』に登場するキタキツネとギンギツネが描かれたコラボ桶がAnimeJapan並びにネット限定で発売[12]。
- 2020年（令和2年） - アニメ『ゆるキャン△』に登場する志摩リンのSNSイラストをモチーフにしたコラボ桶を発売[13]。
- 2021年（令和3年）
  - 『すみっコぐらし』に登場するしろくま・ぺんぎん?・ねこ・とんかつが描かれたコラボ桶「すみっコぐらしのケロリン桶」を発売[14]。
  - ゲーム『くにおくんシリーズ』35周年を記念して、ピクセルアートによるくにおくんが描かれたコラボ桶を発売。『ダウンタウン熱血物語』の舞台の1つである夢見町商店街にある銭湯「夢見の湯」の文字も印刷されている[15]。
- 2023年（令和5年） - アニメ『お兄ちゃんはおしまい!』第2話にて、富山めぐみ製薬が特別協力し、銭湯のシーンでの湯桶がケロリン桶になっている。

### 木製桶
前記の通り、登場当時に一般的だった木製桶を置き換える形でプラスチックで製造されたケロリン桶であるが、2015年（平成27年）3月の北陸新幹線金沢開業を機会に、長野県産の木材（サワラ）を使用した桶を、長野県の「森林（もり）の里親制度」に貢献する形で志水木材産業が企画・製造、長野県限定で販売された。サイズはプラスチック製（関東用）より大きい直径240 mm、重量も50 g重い410 gである。売り上げの一部は、木曽広域連合が運営する「水源の森基金」へ寄付された。

### その他
睦和商事が販売を担当していた当時は、桶にロゴを入れるサービスも行っていたため、古くから営業している温泉や銭湯で、希少なプリントが施されたケロリン桶を発見できる可能性がある。
また、昭和40年代中頃には脚付きのケロリン桶が製造されていたことがある。これは、シャワーが一般的でなかった当時、髪の長い女性が髪を洗いやすいように作られたもので、当時は人気商品になった。

## 関連商品
通常の桶以外にも、手桶やコップ、バスタオル、足ふきマットなどの「ケロリングッズ」が一般向けにも販売されており、公式サイトから購入できる。

## 用途外使用に関して
2018年（平成30年）頃から一部の飲食店でSNS映えを目的として桶を食器や酒器として提供するケースが確認されているが、これに関して富山めぐみ製薬は「食品衛生法上の食器ではないため、各種規格適合・溶出試験を行っておらず、食器として利用する際の安全性が担保できない」として、食品衛生法に沿った食器への差し替えを求める注意喚起を行っている。